# Robert Emmijan
Robert Emmijan (arménsky Ռոբերտ Էմմիյան) (* 15. února 1965, Leninakan) je bývalý arménský atlet, jehož specializací byl skok daleký.
Většinu svých úspěchů zaznamenal jako reprezentant Sovětského svazu.

## Osobní rekordy
Jeho osobní rekord pod širým nebem je čtvrtým nejlepším výkonem v celé historii a zároveň současným evropským rekordem. Delší skoky předvedli jen Američané Carl Lewis (887 cm), Bob Beamon (890 cm) a Mike Powell (895 cm).
- skok daleký (hala) – (849 cm – 21. února 1987, Liévin)
- skok daleký (venku) – (886 cm – 22. květen 1987, Cachkadzor) - Současný evropský rekord